# Сновидовичи (Житомирская область)
Сновидовичи (укр. Сновидовичі) — посёлок, входит в Олевский район Житомирской области Украины.
Население по переписи 2001 года составляло 24 человека. Почтовый индекс — 11002. Телефонный код — 4135. Занимает площадь 0,05 км². Код КОАТУУ — 1824486204.

## Местный совет
11031, Житомирська обл., Олевський р-н, с.Рудня-Бистра, вул.Леніна,6